# Undset (cràter)
Undset és un cràter d'impacte en el planeta Venus de 20 km de diàmetre. Porta el nom de Sigrid Undest (1882-1949), escriptora noruega, i el seu nom va ser aprovat per la Unió Astronòmica Internacional el 1985.